# U-1209
Unterseeboot 1209 foi um submarino alemão do Tipo VIIC, pertencente a Kriegsmarine que atuou durante a Segunda Guerra Mundial.

## Comandantes
| Comandante             | Data                                         |
| ---------------------- | -------------------------------------------- |
| Oblt. Ewald Hülsenbeck | 13 de abril de 1944 - 18 de dezembro de 1944 |

## Subordinação
Durante o seu tempo de serviço, esteve subordinado às seguintes flotilhas:
| Período                                        | Flotilha                                   |
| ---------------------------------------------- | ------------------------------------------ |
| 13 de abril de 1944 - 31 de outubro de 1944    | 8. Unterseebootsflottille (treinamento)    |
| 1 de novembro de 1944 - 18 de dezembro de 1944 | 11. Unterseebootsflottille (serviço ativo) |